# Markus Lüpertz

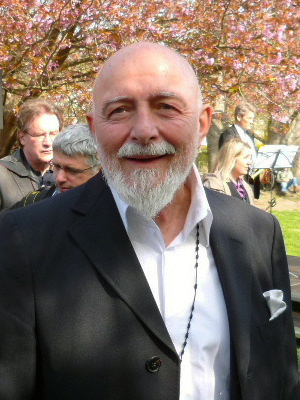
Markus Lüpertz

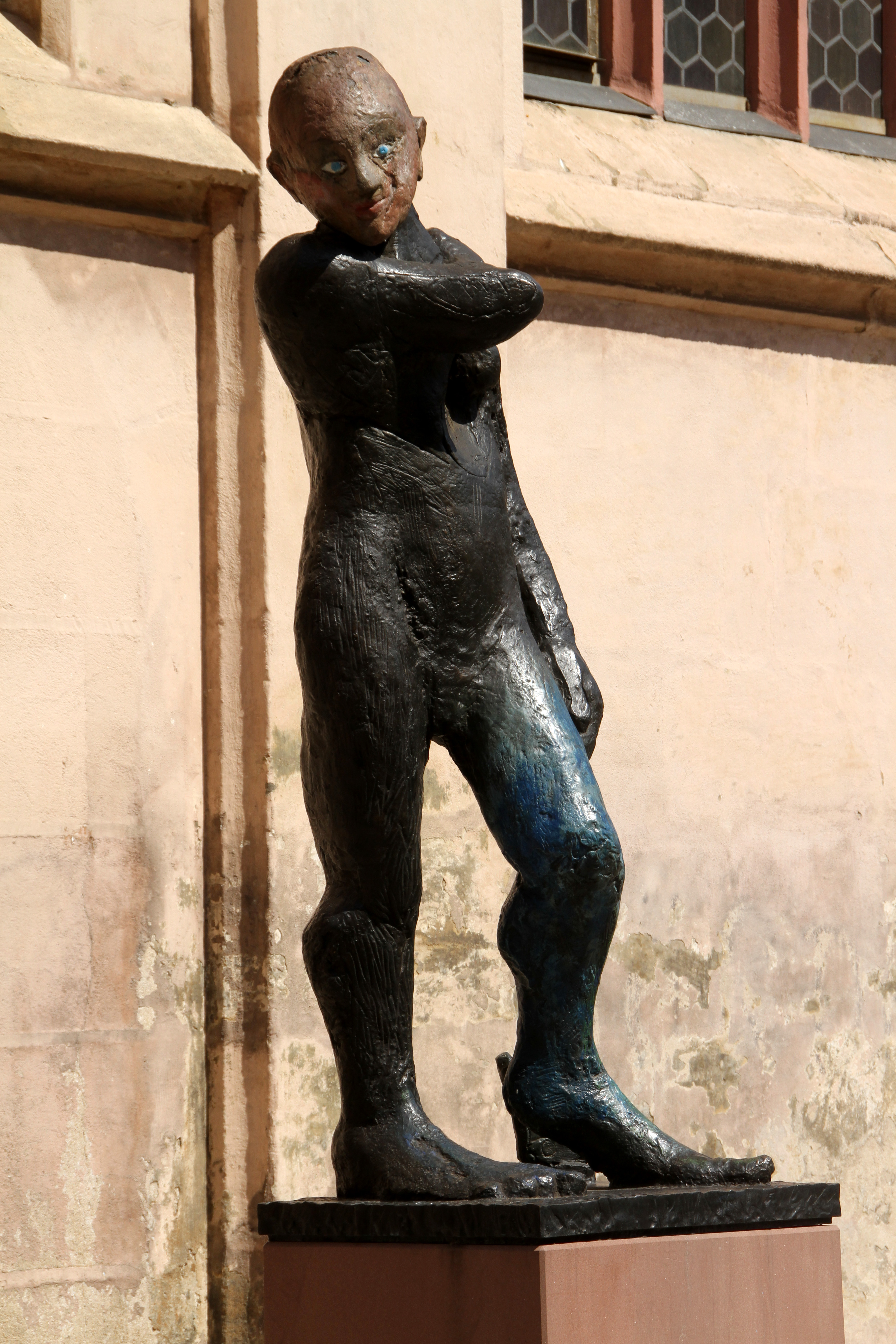
Apollo em Bamberg (Alemanha)

Markus Lüpertz (Reichenberg, actual Liberec, República Checa, 25 de Abril de 1941) é um pintor, escultor, artista gráfico e escritor alemão. Ele também publica uma revista e é pianista de Jazz. É um dos artistas contemporâneos alemães mais conhecidos. Os seus temas são caracterizados pelo poder sugestivo e monumentalidade arcaica. Lüpertz insiste em capturar o objecto de representação com uma declaração arquetípica de sua existência. A sua obra está associada ao neo-expressionismo. Conhecido por sua excentricidade, a imprensa alemã define-o como um "príncipe pintor".

## Vida e carreira artística
Lüpertz nasceu em Reichenberg, no Reichsgau Sudetenland da Checoslováquia ocupada pelos nazistas, actual Liberec, na República Checa em 1941. A sua família mudou-se para Rheydt, na Renânia, na Alemanha Ocidental, quando tinha sete anos de idade, em 1948. Foi demitido por uma suposta falta de talento de um aprendizado inicial como pintor de rótulos de garrafas de vinho. O seu segundo professor, um artista comercial, faliu. Lüpertz estudou na Werkkunstschule de Krefeld, de 1956 a 1961, com Laurens Goosens. Durante os seus estudos, também trabalhou na mineração subterrânea, construção de estradas e passou um semestre na Kunstakademie de Düsseldorf. A sua curta presença na Academia terminou, nas suas palavras, como um "grande fiasco", e um "conflito físico que se intensificou muito" levou à sua expulsão. "Como um não amado, como um pária, fui expulso desta casa", lembrou Lüpertz em retrospectiva, esta "derrota embaraçosa" dos seus dias de estudante.
Desde 1961, trabalhou em Düsseldorf como artista freelancer. Lüpertz primeiro procurou a aventura e juntou-se à Legião Estrangeira Francesa, mas desertou pouco depois, antes de ser enviado para a Argélia. Em 1962, mudou-se para Berlim Ocidental, evitando o serviço militar, e aqui começou a sua carreira de pintura. Foi então um dos fundadores, juntamente com outros quinze artistas, da galeria Grossgörschen, em 1964. Em 1969, Kalus Gallwitz, diretor do Baden-Baden Kunsthalle, apresentou obras de Lüpertz no seu espectáculo de talentos. Em 1970, Lüpertz recebeu o Prêmio Villa Romana e passou um ano em Florença, na Itália, como parte da bolsa de estudos associada. Recebeu o Prêmio da Associação Alemã de Críticos em 1974. Lüpertz organizou no mesmo ano na 1ª Bienal de Berlim. Em 1975, publicou o seu primeiro livro de poesia, 9 × 9.
Depois de trabalhar como palestrante convidado em 1973, aceitou o cargo de professor de pintura na Academia de Belas Artes de Karlsruhe em 1974. Ele publicou a coleção de poesias "E eu, eu toco ..." em 1981. Em 1983 assumiu o professorado na Academia de Verão em Salzburgo, Áustria. Passou uma temporada nos Estados Unidos em 1984. Ele permaneceu como professor em Karlsruhe até 1986.
Em 1986, foi nomeado professor na Kunstakademie Düsseldorf e reitor em 1988. Ele liderou uma das principais academias de arte alemãs por um longo período de mais de 20 anos. Lüpertz preencheu vagas na academia com artistas internacionalmente conhecidos, incluindo A. R. Penck, Jannis Kounellis, Rosemarie Trockel, Jörg Immendorff, Albert Oehlen, Peter Doig e Tony Cragg. Na Bienal de Veneza, em 1993, foi convidado para o Pavilhão Alemão, juntamente com Georg Baselitz e Anselm Kiefer. Foi substituído como reitor por Tony Cragg, em Junho de 2009.
Lüpertz foi eleito para a Academia de Ciências e Artes da Renânia do Norte-Vestfália em 2009. Desde 2014, é professor da Academia de Belas Artes de Alte Spinnerei. Lüpertz planeava iniciar uma academia de arte privada na antiga vila do banqueiro Henckel am Pfingstberg, em Potsdam, mas decidiu cancelar o projeto.
Lüpertz vive e trabalha em Berlim, Karlsruhe, Düsseldorf e Florença. Tem o seu estúdio em Teltow. É casado e tem cinco filhos. Lüpertz converteu-se ao catolicismo romano.